# All Flesh Must Be Eaten
All Flesh Must Be Eaten (generalmente abbreviato in AFMBE) è un gioco di ruolo di ambientazione survival horror prodotto dalla Eden Studios e basato sul sistema di gioco Unisystem. AFMBE è basato sulla descrizione tradizionale degli zombie nel cinema dell'orrore come mostri che ritornano dalla morte per consumare i viventi. Anche se gli zombie compaiono nei giochi di ruolo fin dalla prima edizione di Dungeons & Dragons, in AFMBE sono un elemento centrale, piuttosto che uno dei tanti mostri che i personaggi giocanti devono affrontare.

## Meccaniche di gioco
Il gioco è basato sul sistema generico Unisystem sviluppato originariamente per WitchCraft da C.J. Carella. Il manuale base dettaglia le regole di creazione dei personaggi giocanti e le qualità (caratteristiche positive) e i difetti (caratteristiche negative) che possono avere. Fornisce inoltre le regole per la creazione di tipi diversi di zombie, archetipi di personaggi (esempi di personaggi già pronti) e diverse ambientazioni (chiamate "deadworld" nel gergo del gioco).
Un intero capitolo è dedicato a regole per personalizzare gli zombie della propria ambientazione con poteri, debolezze e immunità specifiche, secondo la propria ambientazione

## Ambientazione
Piuttosto che approfondire un'ambientazione specifica AFMBE fornisce diversi esempi di ambientazioni e scenari che hanno in comune il tema degli zombie. Per esempio nel manuale base si va dal classico scenario in cui i morti risorgono a causa di radiazioni, per un virus sperimentale, in seguito all'impatto con una cometa che trasportava una maledizione creata da esperimenti necromantici, ecc... Similmente i manuali supplementari ampliano il tema degli zombie applicandoli a diversi generi, dai film d'azione del cinema di Hong Kong, i pirati del XVI secolo o il wrestling, fornendo al tempo stesso regole aggiuntive per gestire la nuova ambientazione nell'Unisystem.

## Storia editoriale
La Eden Studios decise di pubblicare i manuali di questa linea in un formato più piccolo (7×9 pollici, circa 17,8×22,9 cm) di quello normalmente usato nei manuali di gioco di ruolo nella speranza che ciò li facesse risaltare ed occupare una posizione frontale negli scaffali dei negozi.
Il regolamento ottenne un ottimo successo, la prima tiratura si esaurì in sole sei settimane e divenne immediatamente il gioco più popolare delle Eden Studios, grazie anche al fatto di essere stato pubblicato poco prima di un periodo di forte interesse per gli zombie e rimane il prodotto principale della casa editrice.
Nel 2003 fu pubblicata un'edizione rivista del manuale base, che includeva in appendice regole di conversione verso il D20 System

## Pubblicazioni
Salvo diversamente indicato sono tutte pubblicazioni della Eden Studios.
- C.J. Carella, Richard Dakan, Jack Emmert, Al Bruno III, M. Alexander Jurkat, George Vasilakos (2000). All Flesh Must Be Eaten. ISBN 1-891153-80-3
- Zombie Master Screen. La prima espansione di AFMBE, insieme allo schermo del master comprende un manuale con avventure, nuove regole e un saggio sullo zombie survival horror.[4]
- Richard Dakan, Jack Emmert, Al Bruno III (2002). Enter the Zombie. ISBN 1-891153-83-8. Il genere degli zombie incrociato con il cinema d'azione giapponese e cinese. Include arti marziali, tecniche chi e Gun Fu.[5]
- Heather Oliver (2002). Floor Plan 4: Mall of the Dead. Steve Jackson Games. ISBN 1-55634-557-7. Mappa di un grande centro commerciale e una bozza di avventura per GURPS, comprendente anche regole per adattarlo a AFMBE.
- Graeme Davis (2003). Atlas of the Walking Dead. ISBN 1-891153-30-7. Includes regole di creazione degli zombie aggiuntive, basate su varie creature leggendarie di varie tradizioni di tutto il mondo, tra cui lo Shutendoji giapponese, il jiangshi cinese e le mummie azteche.
- (2003) The Book of Archetypes. ISBN 1-891153-16-1. Schede di personaggi pronte per essere giocati.[6][7]
- (2003) The Book of Archetypes II. ISBN 1-891153-22-6.
- Shane Lacy Hensley (2003). Fistful O' Zombies. ISBN 1-891153-84-6. Il genere zombie incrociato con quello western, compreso lo spaghetti western e il singing cowboy. Un'appendice offre regole per la conversione dall''Unisystem a Deadlands[8]
- James Lowder, Jeff Tidball (2003). Pulp Zombies. ISBN 1-891153-85-4. Zombie in ambientazone pulp. Include regole per il mentalismo che sostituiscono o complementano i miracoli/tecniche chi per i personaggi con il dono.
- Jason Vey (2004). Dungeons and Zombies. Il fantasy classico in stile AFMBE.
- Ben Monroe (2004). One of the Living. ISBN 1-891153-15-3. Un manuale dedicato ai giocatori, regole per dettagliare un mondo post-apocalisse e informazioni per gestire una campagna a lungo termine.
- A. Isaac Ross , M. Alexander Jurkat (2004). Zombie Smackdown. Il mondo del Wrestling e del Lucha Libre in versione AFMBE, con un deadworld come Immortal Kombat (ispirato alla serie di videogiochi Mortal Kombat).[9]
- (2006). Worlds of the Dead. ISBN 1-933105-01-1. Manuale con 21 ambientazioni.
- David Carroll, Jason Vey (2008). All Tomorrow's Zombies. ISBN 978-1-933105-03-1. Un'espansione fantascientifica che contiene regole per astronavi, il genere cyberpunk e in generale la tecnologia del futuro.[10][11]
- Daniel R. Davis (2010). ARRGH! Thar Be Zombies. ISBN 1-933105-00-3. Il mondo dei pirati e gli zombie, comprende regole per il combattimento navale, la magia vudù e per avventure in stile cappa e spada.
- Thom Marrion , Steve Trustrum, Jason Vey (2013). Band of Zombies. ISBN 1-933105-06-2. Un'invasione di zombie durante la seconda guerra mondiale. Comprende regole per il combattimento di massa e per adattare l'Unisystem come wargame tridimensionale.[12]
- Otto Cargil (2003). Little Town of Hamlin. Un'avventura pubblicata in formato PDF.

### Narrativa
Parallelamente ai manuali di giochi di ruolo la Eden Studios ha pubblicato una linea di antologie di storie di zombie curate da James Lowder,  The Book of All Flesh, The Book of More Flesh e The Book of Final Flesh, quest'ultimo titolo ha vinto l'Origins Award 2003 nella categoria "Long Fiction"